# Desa Gunungmanik (administrativ by i Indonesien, lat -6,91, long 107,82)
Desa Gunungmanik är en administrativ by i Indonesien.   Den ligger i provinsen Jawa Barat, i den västra delen av landet, 130 km sydost om huvudstaden Jakarta.